# Acordo de Numeá
O acordo de Numeá refere-se à transferência de certas competências da França, com referência ao território da Nova Caledônia, em numerosas áreas, com exceção da defesa, segurança pública, justiça,  moeda e relações exteriores, que permaneceriam na esfera de competência do Estado francês até que se completasse a nova organização política resultante de consulta às populações interessadas. 
Negociado após os Acordos de Matignon (1988), o acordo de Numeá foi assinado em 5 de maio de 1998, em Numeá, capital e principal cidade da Nova Caledônia, sob a égide do então Primeiro-ministro francês Lionel Jospin. Além dos representantes da República Francesa (Lionel Jospin e o Ministro dos Territórios Ultramar) também foram signatários do acordo seis representantes do partido Le Rassemblement (anti-independentista) e quatro representantes da Frente de Libertação Nacional Kanak e Socialista (pró-independência).
O Acordo de Numeá foi referendado pela população neocaledônia, em 8 de novembro de 1998, com 72% de aprovação. 
Desde a promulgação da Lei Orgânica da Nova Caledônia, em 1999 - pouco depois da assinatura do Acordo de Numeá-, estabeleceu-se uma espécie de tradição segundo a qual o vice-presidente do território é sempre um político do campo pró-independência, enquanto a presidência é ocupada pelo campo oposto.
O acordo tem a particularidade de criar obrigações e restrições para o Estado Francês, além de transferir atribuições, em caráter irreversível, ou seja, qualquer modificação futura que implique retorno à situação anterior, está condicionada, simultaneamente, a um referendo e à mudança do artigo 77 da Constituição da França.
O preâmbulo do acordo é citado como um dos textos fundadores da política neocaledônia do fim século XX, ao definir noções - em particular, a "dupla legitimidade" dos Kanak e dos não kanak, bem como o "destino comum" - que seriam consideradas como valores fundamentais no arquipélago, a partir de então. São cinco parágrafos que abordam, respectivamente:

1. A legitimidade dos Kanak como povo  autóctone da Nova Caledônia, de sua "civilização própria, com suas tradições, suas línguas, o costume que organizava o campo social e político", de "sua cultura e seu imaginário" e de sua "identidade fundada numa ligação particular com a terra".
2. A legitimidade das "novas populações" vindas com a colonização, descendentes de "homens e mulheres [...] que chegaram em grande número nos séculs XIX e XX, convencidos de que traziam o progresso ou animados por sua fé religiosa ou vindos contra a sua vontade ou, ainda, em busca de uma segunda chance na Nova Caledônia" e que "trouxeram, com eles, seus ideais, seus conhecimentos, suas esperanças, ambições, ilusões e contradições". Seu papel na "valorização minerária ou agrícola e, com a ajuda do Estado, [na] organização da Nova Caledônia", por meio do aporte de "conhecimentos científicos e técnicos", é reconhecido.
3. O reconhecimento das "sombras do período colonial" (expropriação de terras e deslocamentos, desorganiação social dos kanak, negação ou pilhagem do seu patrimônio artístico; limitações das liberdades civis e ausência de direitos políticos, em desrespeito à dignidade do povo kanak)
4. A refundação de um "vínculo social durável entre as comunidades" por meio da descolonização ("permitindo ao povo kanak  estabelecer, com a França, novas relações, em correspondência com as realidades do nosso tempo"), da participação de todas as comunidades "na vida do território", de um "destino comum" baseado na definição de uma "cidadania da Nova Caledônia", na "proteção do emprego local", na continuidade dos aportes dos "acordos de Matignon" (fim da "violência e do desprezo" entre campos políticos e comunidades, que marcaram os eventos dos anos 1980 em proveito "da paz, da solidariedade e da prosperidade"), no "pleno reconhecimento da identidade kanak", na "soberania compartilhada com a França, a caminho de uma soberania plena". O texto opõe o passado ("o tempo da colonização") ao presente  ("o tempo do compartilhamento, pelo reequilíbrio") e ao futuro ("tempo da identidade, em um destino comum").
5. Aquilo que  o acordo propriamente dito prevê - "uma solução negociada, de natureza consensual".

Em cumprimento ao acordo, foram realizados três referendos sobre a independência da Nova Caledônia. O primeiro deles realizou-se em  4 de novembro de 2018;  o segundo, em  4 de outubro de 2020, e o terceiro, em  12 de dezembro de 2021. Nessas datas, os cidadãos neocaledônios e os residentes no território foram chamados a se pronunciar, respondendo sim ou não à pergunta: "Deseja que a Nova Caledônia tenha plena soberania e se torne independente?". 
Todavia, o último referendo (2021) foi particularmente marcado pela abstenção (56%), tendo sido boicotado pelos independentistas que discordaram da realização do escrutínio em plena pandemia de COVID-19. Os líderes da população nativa  kanak  pediram o adiamento da votação, em razão do surto, que, a partir de setembro de 2021, causara a morte de 280 pessoas - lembrando que os rituais de luto dos kanaks duravam até um ano. Afinal, com uma participação de apenas 43,87% da população da Nova Caledônia, os eleitores rejeitaram a independência de forma esmagadora, com 96,50% votando contra e 3,50% a favor da independência. O presidente da França, Emmanuel Macron, comemorou a rejeição da proposta de independência.